# Олонецкая железная дорога
Олонецкая железная дорога — частная железная дорога Российской Империи, существовавшая с 1914 по 1917 год. Линия связывала Санкт-Петербург с Петрозаводском. В апреле 1917 года объединена с Мурманской железной дорогой.

## История
Проекты постройки железной дороги из Санкт-Петербурга до Петрозаводска возникали с 1870-х годов. В 1894—1895 годах Олонецкое губернское земское собрание ходатайствовало перед правительством Российской империи и получило разрешение на строительство. Была разработана проектная документация на строительство Олонецкой железной дороги от станции Званка через Шлиссельбург, Старую Ладогу, Лодейное Поле, Важины и Машезеро до Петрозаводска. Строительство было отложено в связи с началом русско-японской войны.
В феврале 1912 года императором Николаем II был утверждён устав «Акционерного общества Олонецкой железной дороги». Акциями владели Азовско-Донской коммерческий банк, российские и французские фирмы, а также частные лица. Стоимость постройки дороги длиной 263,6 вёрст оценивалась в сумму около 13 млн рублей. Согласно уставу, общество обязывалось за 2,5 года завершить строительство дороги Санкт-Петербург-Петрозаводск, и, дополнительно, спроектировать, построить и ввести в эксплуатацию железную дорогу Лодейное Поле — Вытегра — Каргополь — Няндома, однако реализован был только основной проект дороги. Согласно утверждённому уставу «Акционерное общество Олонецкой железной дороги» получало право на эксплуатацию Олонецкой железной дороги в течение 81 года.
Управление Олонецкой железной дороги было создано 14 июня 1913 г., а с мая 1914 года началось строительство дороги. По проекту однопутная линия начиналась от участка Петроград-Вятской линии Северных железных дорог около реки Волхов у деревни Дубовики и шла через Лодейное Поле до Петрозаводска. Управление находилось в Петрограде на улице Галерная, дом 43. Состояло из хозяйственного отдела, отдела отчуждения имуществ, канцелярии, дистанции (службы) пути.
На дороге было построено 12 остановочных пунктов, в том числе имевшие вокзалы — станции четвертого класса Михаила Архангела, Колчаново, Паша, Свирь, Токари, Пьяжиева Сельга, станции III класса Лодейное Поле, Петрозаводск, разъезды Дубовики, Оять, Ладва, Голиковки.
Дорога делилась на 2 участка службы пути — 1 (128 верст) и 2 (136 верст), 15 околотков.
На линии имелось 3 паровозных здания — на станции Михаила Архангела (на 3 стойла), Лодейное Поле и Петрозаводск (на 8 стойл).
Подвижным составом были восьмиколёсные товарные паровозы. 24 паровоза, из них 18 типа 0-4-0, остальные трёхосные, двухосные пассажирские вагоны 2 и 3 классов, товарные вагоны и другие.
С 6 июня 1914 г. был образован жандармский надзор дороги, осуществлявшийся начальником Петрозаводского отделения Санкт-Петербургского жандармского полицейского отделения железных дорог Александром Константиновичем Вадецким.
Постройкой мостов и многих других сооружений дороги занималось Строительное товарищество «Подрядчик» И. Х. Гринберга и В. Абельсона, постройкой гражданских сооружений (паровозных зданий, мастерских, водомерных постов, бараков, хозпостроек, жилых домов, вокзалов) — братья Г. и С. Кочоровские, акционерное общество Бодо Эгесторф и Ко и другие.
На строительстве дороги было привлечено много рабочих из южных губерний Российской империи, а с конца 1914 г. — на ней работали и германские и австрийские военнопленные.
После начала эксплуатации дороги на неё был командирован ряд железнодорожных специалистов (машинистов, ремонтников и т. п.) с других железных дорог и из действующей армии.
С 20 января 1916 года на линии было организовано регулярное движение товарно-пассажирских поездов. Поезда отправлялись по средам в 10 утра из Званки, прибывали в Петрозаводск в четверг в 12 часов дня, из Петрозаводска отправлялись по субботам в 10 часов утра, прибывали в Званку по воскресеньям в 12-20 часов дня.
С 1 января 1917 года Олонецкая железная дорога была включена в прямое сообщение с дорогами общероссийской сети.
С 16 марта 1917 года Мурманской железной дороге передана станция Петрозаводск Олонецкой железной дороги.
С 1 апреля 1917 года Олонецкая железная дорога была продана в казну (по 160 рублей за акцию 100-рублевого достоинства, в общей сложности, за 3067200 руб.) и присоединена к Мурманской железной дороге.

## Руководство
- Гониг Георгий Карлович (главный инженер, надворный советник)
- Нагродский Владимир Адольфович (председатель правления акционерного общества)
- Скрябин В. А. (управляющий железной дорогой)